# Menhire von Duncarbit
Die Menhire von Duncarbit im County Antrim in Nordirland sind ein schlankes Steinpaar, vermutlich der Rest einer Steinreihe, die 0,5 km südöstlich von Killuca Bridge, etwa acht Kilometer östlich von Armoy im Moyle District, nahe der Nordküste steht. Die lokale Bezeichnung der Menhire „Slaght Standing Stones“ weist auf einen ehemaligen Grabplatz.
In der Nähe liegt der Knocklayd (Hügel), darauf, eingefasst von umgekippten Randsteinen, das etwa vier Meter hohe Hügelgrab Carn an Truagh oder Cairn of Woe mit etwa 20,0 Meter Durchmesser.